# Bladindskæringer
Planters bladindskæringer er vigtige kendetegn, når man skal beskrive en plante. Et blads indskæringer varierer fra slet ingen til fuldstændig opløsning af bladpladen. Blade kan også være sammensatte af flere småblade, hvilket strengt taget ikke hører med under betegnelsen "bladindskæring".

## Hele blade
Når bladpladen danner én sammenhængende vævsflade, taler man om et helt blad. Der kan evt. være små takker eller tænder i bladranden.

## Delte blade
Er der dybere indskæringer end takker i et blad, kaldes det et delt blad. Afhængig af dybden og formen af indskæringerne skelnes der mellem:
Bugtede blade
Et blad kaldes bugtet hvis indskæringerne højest går en tredjedel ind mod midten.
Lappede blade
Et blad kaldes lappet hvis indskæringerne går fra en tredjedel til halvt ind mod midten. Afhængigt af bladets stregforløb skelnes yderligere mellem fjerlappet og håndlappet.
Fligede blade
Et blad kaldes fliget hvis dets indskæringer går mere end halvvejs ind mod midten. Også her skelnes mellem fjerfliget og håndfliget. Et fjerfliget blad hvor fligenes spidser nedad mod bladets grund kaldes høvlformet.
Snitdelte blade
Et blad kaldes snitdelt hvis det er indskåret helt til bladets midterstreng (fjersnitdelt) eller til bladgrunden (håndsnitdelt). Hvis de enkelte bladafsnit selv er snitdelte, taler man dobbelt snitdelte blade. Fjersnitdelte blade hvor bladafsnittene er skiftevis store og små, kaldes mellembrudt fjersnitdelt. Hvis endeafsnittet er meget større end sideafsnittene, kaldes bladet for lyreformet. Hvis bladafsnittene er stive, smalle og tætsiddende, kaldes bladet kamdelt.
Overgangene mellem formerne er ofte flydende, og indskæringernes dybde og udseende kan variere fra blad til blad, eller selv på samme blad. Derfor vil rigtige planteblade ofte være forskellige fra idealiserede tegninger af de forskellige bladtyper. Nedenfor er der er fotografier af forskellige typer delte blade.
- Delte blade
- Bugtede blade på Almindelig Pigæble
- Uregelmæssigt bugtet blad på Svine-Mælde
- Fjerlappede blade på Stilk-Eg
- Håndlappede blade på Almindelig Katost
- Fjerfligede blade fra Almindelig Brandbæger
- Håndfligede blad på Bølgekronet Storkenæb
- Høvlformede blade på Almindelig Mælkebøtte
- Fjersnitdelte blade på Almindelig Pastinak
- 3-dobbelt fjersnitdelte blade på Ørnebregne
- Håndsnitdelte blade på Engblomme
- Mellembrudt fjersnitdelt blad fra Kartoffel
- Lyreformet blad på Almindelig Vinterkarse
- Kamdelte blade på Almindelig Kambregne

## Sammensatte blade
Til forskel fra hele blade findes også såkaldt sammensatte blade. Hos dem er opdelingen af bladpladen så vidtgående, at de enkelte afsnit virker som fuldstændigt adskilte dele. Disse dele af en samlet bladplade kaldes – uanset deres størrelse – for småblade. De ligner i formen hele blade og har endda ofte en bladstilkagtig forlængelse. 
Efter småbladenes indbyrdes placering kan man skelne groft mellem tre typer: 
- finnede blade
  - uligefinnede
  - ligefinnede
- håndformede blade
  - trekoblede
  - femkoblede
  - syvtallige
- fodformede blade.

I gruppen af finnede blade kaldes midterribben for bladspindel (rhachis), altså den fælles stilk, som de finneagtige småblade sidder på (oftest parvis). Hvis hovedribben slutter med et endeblad, kaldes bladet for uligefinnet. Det endestillede småblad kan også være omdannet til en slyngtråd som f.eks. hos Ært. Kun når et endeblad mangler fuldstændigt siges bladet at være ligefinnet. De håndformede blade adskilles efter antallet af småblade i henholdsvis trekoblede (3 småblade), femtallige eller '"femkoblede"' (5 småblade), syvtallige osv. 
- Helt, udelt blad hos Bævre-Asp.
- Uligefinnet blad hos Rose.
- Håndformet blad hos Almindelig Hestekastanje.
- Fodformet blad hos Nyserod.